# Инджелоу, Джин
Джин Инджелоу (англ. Jean Ingelow; 17 марта 1820 — 20 июля 1897) — английская писательница.
Джин Инджелоу родилась в 1820 году в семье банкира. Была старшей из десяти детей. Получила домашнее образование. С детских лет публиковала в периодике стихи и сказки под псевдонимом Оррис, однако первую книгу «Рифмованная хроника случайностей и чувств» (англ. «A rhyming chronicle of incidents and feelings») выпустила только в 1850.
В 1860 издала рассказы «Tales of Orris» и в 1863 том «Poems», в течение двадцати лет выдержавший 23 издания.
Сборники других её стихотворений: «Home thoughts and home scenes and stories told to a child» (1865), «A story of doom and other poems» (1867), «Mopsa the fairy» (1869), «Little wonder-horn» (1872), «Poems» (1885, нов. серия).
Из её романов известны: «Off the Skelligs» (4 т., 1872), «Fated to be free» (3 т., 1875), «Don-Juan» (3 т., 1876), «Sarah de Berenger» (4 т., 1881).
Инджелоу пользовалась широкой популярностью как автор для детей. Многие её стихотворения стали известными песнями в Англии и США. Однако искусственная приподнятость её стиля, сопряженная с необязательным нанизыванием синонимов и злоупотреблением старинной, «возвышенной» лексикой, сделала её славу недолговечной. В дальнейшем её творчество стало и мишенью для пародистов, в частности «короля пародий» Чарлза Калверли.
Последние годы жизни теряющая популярность писательница провела в Кенсингтоне.
Джин Инджелоу умерла в 1897 году. Похоронена на Бромптонском кладбище.